# Isoctenus minusculus
Isoctenus minusculus là một loài nhện trong họ Ctenidae.
Loài này thuộc chi Isoctenus. Isoctenus minusculus được Eugen von Keyserling miêu tả năm 1891.